# Avenida Lexington

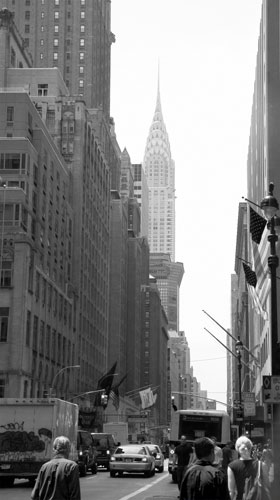
Vista de la avenida Lexington con cara hacia el sur de la Calle 50. El edificio Chrysler en el fondo.

La avenida Lexington, comúnmente abreviada por los neoyorquinos como "Lex", es una avenida de un solo sentido en el East Side del barrio de Manhattan, en la ciudad de Nueva York, en Estados Unidos, transitada en sentido sur de la calle 131 Este hacia Gramercy Park en la calle 21 Este. Tiene 110 cuadras y a lo largo de sus 8,9 km pasa por Harlem, Carnegie Hill, Upper East Side, Midtown y Murray Hill, hasta llegar a Gramercy Park. Al sur de Gramercy Park, continúa como Irving Place al este de la calle 14.

## Transporte público

### Sobre el nivel del suelo
El servicio de taxis funciona solo a través de llamadas telefónicas. Los siguientes autobuses operan en la avenida Lexington (los autobuses con sentido norte operan en la Tercera Avenida):
- M98: a la Calle 34 Este
- M101: a la 6ª Calle Este
- M102: a la 6ª Calle Este
- M103: al Ayuntamiento

### Subterráneo
La línea de la Avenida Lexington del Metro de la Ciudad de Nueva York opera bajo la avenida Lexington al norte de la calle 42 (en Grand Central Terminal); al sur de la Grand Central esta línea opera bajo la avenida Park hasta llegar a la calle 14.